# Троицкий костёл (Коссово)
Костёл св. Троицы (бел. Касцёл Св. Троіцы) — римско-католический храм в г. Коссово (Ивацевичский район, Брестская область). Относится к Пружанскому деканату Пинского диоцеза.
Памятник архитектуры в неоготическом стиле. Некоторые источники характеризуют стиль храма как неороманский. Включён в Государственный список историко-культурных ценностей Республики Беларусь (код 113Г000309).

## История
История костёла берёт своё начало с 1626 года, когда на месте нынешнего костёла изначально был построен деревянный. Именно в нём 12 февраля 1746 года был крещён Тадеуш Костюшко. Метрическая книга с записью крещения с этого года под №479, находится в Национальном Музее в Варшаве под № 23625 / МН. Сохранилась каменная купель со старого костёла. В 1859 году была возведена кладбищенская часовня, на могиле кс. Адама Дмаховского. Для постройки наружных стен были использованы средневековые надгробные камни. В 1872 году костёл сгорел во время большого пожара города. В 1877 году храм был перестроен в камне и приобрёл современный вид. В 1928 году установлен памятник участникам восстания 1863-64 гг. В 1937 году был расширен орган. Костёл непрерывно действует.

## Архитектура
Храм однонефный, имеет прямоугольный в плане объём. Неф завершает пятигранная апсида с двумя боковыми ризницами. Главный фасад отмечен четырёхгранной шатровой башней-колокольней. Боковые фасады ритмично расчлененный ступенчатыми контрфорсами, стрельчатыми окнами с витражами.
Неф перекрыт цилиндрическим сводом с распалубками и подпружными арками, которые украшены орнаментальной росписью. Над входом хоры на двух колоннах. Художественно-композиционным центром главного алтаря является икона «Матерь Божия Милосердия».